# Jossy Dombraye
Josiah "Jossy" Dombraye är en före detta nigeriansk fotbollsspelare och tränare. Han spelade en stor del av sin karriär för Sharks F.C. och deltog i det nigerianska landslag som vann 1973 All-Africa Games.